# Jacques Foyer
Jacques Foyer, né le 25 novembre 1934 à Contigné (Maine-et-Loire), est un universitaire et un syndicaliste français.

## Biographie

### Famille
Jacques Foyer épouse Antoinette de Lorgeril, fille de Jean de Lorgeril et de Marie-Claude de Renéville, dont un fils, Jean Foyer, né en 1977. Il est le frère de Jean Foyer, ancien garde des sceaux.

### Carrière
Il fait des études de droit à la faculté de droit de Paris. Lauréat de la faculté, il est docteur en droit en 1962 et agrégé des facultés de droit en 1965.
Chargé de cours à la faculté de droit de Nancy (1962-1963), puis de Caen (1963-1965), il devient maître de conférences agrégé à la faculté de Caen (1965-1968), puis professeur aux facultés de droit de Rouen (1968-1971), Saint-Maur (1971-1977) et à partir de 1977 à l’Université de droit, d’économie et de sciences sociales de Paris (Paris II Panthéon-Assas).
En 1973, il est directeur adjoint de l’Institut d’études juridiques comparatives (IRJC). De 1995 à 1999, il est président du Comité français de droit international privé. En 2000-2001, il est président du premier concours de l'agrégation de droit privé et sciences criminelles. Il est également président du Centre supérieur d'études notariales de Paris et enseigne notamment le droit rural. 
De 1995 à 2004, il exerce les fonctions de président de la Fédération nationale des syndicats autonomes de l’enseignement supérieur et de la recherche (FNSAESR).